# Ejército de Flandes
El Ejército de Flandes era el nombre con que se conocía en la historiografía al ejército organizado por la rama española de la dinastía de los Habsburgo (la Casa de Austria) en los territorios de los Países Bajos españoles a partir de 1516 y que se utilizó para la defensa de la soberanía de la Monarquía Hispánica sobre las diecisiete provincias que componían los Países Bajos hasta 1713, fecha en la que, debido a las cláusulas pactadas en el Tratado de Utrecht que puso fin a la guerra de sucesión española, la soberanía sobre el territorio pasó a manos de la rama austríaca de la familia, momento en que el territorio empezó a conocerse como Países Bajos Austríacos. Durante todo ese período, la soberanía española experimentó diversas pérdidas territoriales, unas de origen externo (guerras con Francia) y otras internas, como la rebelión que dio origen a la nueva república de las Provincias Unidas, que supuso la pérdida de siete de las Diecisiete Provincias originales, reconocida en la Paz de Westfalia en 1648. Igualmente, existió un periodo, entre 1589 y 1621, en que la soberanía de los Países Bajos españoles pasó a manos de los archiduques Isabel Clara Eugenia y Alberto de Austria, para revertir finalmente en Felipe IV al morir sin descendencia el archiduque Alberto. De todos modos, en este período la política exterior y de defensa quedó en manos del rey de España.
El promedio de efectivos del ejército de Flandes durante la mayor parte de la guerra de los Ochenta Años fue de 65 000 hombres, aunque en algunos momentos llegó a contar hasta con 85 000. En su mayor parte, estaba compuesto por tropas alemanas y de los Países Bajos (en particular, valonas), con contingentes menores de infantería española, italiana, borgoñona y británica. Los contingentes españoles e italianos llegaban a Flandes a través del llamado Camino español, que partía por mar desde Valencia o Barcelona para desembarcar en Sicilia o Nápoles y remontar a pie la península italiana hasta los pasos de los Alpes a través del territorio de Suiza, para luego seguir camino hacia el norte por el curso del río Rin. Del alto coste que suponía el hecho de poner una pica en Flandes deriva el uso de la expresión actual en castellano.
Por otra parte, el hecho de que se tratase de un ejército casi permanentemente en campaña hizo que la mayor parte de los más destacados jefes militares españoles o al servicio de España pasasen por él.